# 黒留ナイト
黒留ナイト（くろとめナイト、黒留NIGHT、KUROTOME NIGHT）は、「現代の着物離れに伴い箪笥に仕舞い込まれたままの黒留袖がカビて朽ちる前に外へ出すこと」を趣旨とした、ドレスコードが黒留袖（あるいはそれと同等のブラックフォーマル）のパーティ・イベント。黒留NIGHT実行委員会が運営。
なお表記については、過去に「黒留ナイト」としていたこともあったが、現在の公式サイトでは「黒留NIGHT」となっている。

## 概要
2011年から毎年開催されている。2012年が京都開催であった以外は東京が開催地である。主催者とゲストによるトークショー、ゲストアーティストのパフォーマンスなどを交えながらの立食バーティ形式である。2011年は東日本大震災のチャリティも行なわれた。
既婚女性の第一礼装である「黒留袖」をドレスコードとしながらも、イベントそのものはカジュアルなパーティであり、未婚既婚や年齢性別を問わず参加可能である。そのため必ずしも「正しい礼装」としての黒留袖着用は必要ないとされ、参加者の装いは婚礼での仲人や新郎新婦の母親然とした正統派のものから、芸妓風、洋風にアレンジした着こなしなど様々である。
贅を尽くした最高位礼装が会場を埋め尽くす様子を主催の竹蔵龍は「黒の絶景」と称し、黒の絶景を作ることがイベントの二義的な趣旨ともなっている。

## 第1回 黒留ナイト（2011年）
- 4月24日/東京ミッドタウン A971
- 準備期間中に東日本大震災があり開催が危ぶまれるも、震災復興チャリティを兼ねたイベントとして敢行された。
- 来場者数79名。

## 第2回 黒留ナイト in 京都（2012年）
- 12月23日/京都出町柳 BON BON Cafe
- PR用に男性モデルによるポスターを作成し「黒留男子」の言葉が生まれる。

## 第3回 黒留ナイト2013 in 東京（2013年）
- 10月27日/丸之内TOKIA 人人人
- 黒留ナイト・オリジナル手拭（ルミロック製）が会場にて販売される。
- 当日参加できない遠方在住者が、自身の黒留袖着用画像をFacebookに投稿し「エア黒留」「エアクロ」と称された。
- 来場者数約150名。

## 第4回 黒留ナイト2014 in 東京（2014年）
- 11月2日/南青山 ル・バロン・ド・パリ
- 東京駅で”黒の饗宴”黒留ナイト開催 － 月刊ステータスマーケティング2014年新春特大号（きものと宝飾社）